# Mateus de Cracóvia
Mateus de Cracóvia, em alemão:  Matthäus von Krakau, em polonês/polaco:  Mateusz z Krakowa (Cracóvia, entre 1335 e 1340 – Worms, 5 de março de 1410) foi um escritor, professor, teólogo, diplomata e cardeal polonês da Igreja Católica, que foi príncipe-bispo de Worms.

## Biografia
Filho de um tabelião de Cracóvia, fez seus estudos iniciais na escola colegiada de Santa Maria de Cracóvia e, mais tarde, estudou na Universidade Carolina de Praga, onde obteve o bacharelado em 1365, em 1367 o magistério e em 1381, obteve o doutorado em teologia. Em 1378, foi eleito reitor da Faculdade de Letras da Universidade Carolina, reeleito em 1381. Foi professor até 1380. Como delegado da universidade, empreendeu em 1379 uma viagem para visitar o Papa Urbano VI e a Cúria Romana, onde deu um sermão do programa de reforma diante do papa.
Recebeu a ordenação presbiteral em 1380.
Em 1385, viajou novamente em nome da universidade para Gênova. Em Praga, foi sacerdote na igreja da Santíssima Virgem de Teym em 1387 e ministrou além dos limites da cidade como pregador, além de pregar a reforma da igreja em latim e nas línguas vernáculas. O arcebispo Johann von Jestetten de Praga, que era seu amigo, designou-o várias vezes para proferir sermões em sínodos provinciais e também participou da preparação da canonização de Santa Brígida da Suécia. Reitor de Sankt Aegidius em Breslau. Como muitos de seus colegas, ele deixou a Universidade de Praga em 1390 e aceitou um convite da cidade de Cracóvia para tornar-se conselheiro para a reorganização da universidade, onde ficou até 1394. Professor e reactor na Universidade La Sorbonne de Paris. Ele foi nomeado para uma bem dotada cátedra teológica na Universidade de Heidelberg em 1394. No ano seguinte, tornou-se decano da faculdade teológica e de 1396 a 1397, seu reitor; durante uma década, ele foi uma das lideranças mais importantes da universidade.
Em 1395, foi nomeado conselheiro privado e Beichtvater do príncipe Ruperto II, Eleitor Palatino do Reno; ele também tornou-se cônego na Catedral de Speyer. Tornou-se uma pessoa proeminente e exerceu uma grande influência desde 1396 na corte de Heidelberg, o centro da obediência romana na Alemanha. Ele recebeu, como pregador, o direito de livre escolha do púlpito em 1396. Em 1397, ele permaneceu por alguns meses em Cracóvia para organizar a estrutura dos estudos teológicos. Em 1401, ele viajou com o rei Ruperto III "Klem" da Germânia, para Nurembergue, a fim de organizar ali um centro governamental. Em 1401, foi enviado como legado à França. Juntamente com o Bispo Raban von Helmstatt de Speyer, liderou as longas e difíceis negociações do rei Ruperto com a Cúria Romana sobre a licença para exercer a medicina, e as negociações foram concluídas com sucesso em 1 de outubro de 1403.
Graças ao empenho real, foi nomeado príncipe-bispo de Worms em 19 de junho de 1405, recebendo a ordenação episcopal em 27 de junho seguinte, provavelmente em Roma.
Foi criado cardeal pelo Papa Gregório XII no consistório de 19 de setembro de 1408, recebendo o título de cardeal-presbítero de São Ciríaco nas Termas de Diocleciano.
Participou do Concílio de Pisa em 1409 como embaixador do rei da Alemanha. Nesse mesmo ano, o papa, por sugestão do rei Ruperto, retirou a jurisdição religiosa sobre os territórios do arcebispo Johannes de Mainz e os transferiu para o bispo Matthaus, a fim de submeter os territórios à obediência romana. Pouco depois, foi nomeado legado papal para as províncias eclesiásticas de Mainz, Trier, Colônia, Salzburgo, Bremen e Magdeburgo.
Morreu em 5 de março de 1410, como consequência de um resfriado, em Worms (ou possivelmente em Heidelberg). Foi sepultado no meio do coro da catedral de Worms. Ele deixou a sua biblioteca de aproximadamente noventa e um volumes em teologia e literatura jurídica para a Universidade de Heidelberg.

### Obras
Mateus foi um escritor muito prolífico: além de inúmeros comentários bíblicos, sermões e outras obras relacionadas, suas principais obras foram:
- De consolatione theologia;
- De modo confitendi;
- De puritate conscientiæ;
- De corpore Christi;
- De celebratione Missæ.

As obras De arte moriendi e De praxi curiæ Romanæ (também conhecido como De squaloribus curiæ Romanæ) são atribuídos a ele, embora não haja acordo entre os estudiosos.